# کریگ کتکارت
کریگ کتکارت (انگلیسی: Craig Cathcart؛ زادهٔ ۶ فوریهٔ ۱۹۸۹) بازیکن فوتبال اهل ایرلند شمالی است.
از باشگاه‌هایی که در آن بازی کرده‌است می‌توان به باشگاه فوتبال منچستر یونایتد، باشگاه فوتبال بلکپول، باشگاه فوتبال پلیموث آرگیل، باشگاه فوتبال واتفورد، و باشگاه فوتبال رویال آنتورپ اشاره کرد.
وی همچنین در تیم‌های ملی فوتبال زیر ۲۱ سال ایرلند شمالی و ایرلند شمالی بازی کرده‌است.